# Barbados nos Jogos Paralímpicos de Verão de 2012
Barbados foi um dos participantes dos Jogos Paralímpicos de Verão de 2012, na cidade de Londres, no Reino Unido.

## Desempenho

### Natação
Masculino
| Atletas      | Evento               | Preliminares | Preliminares | Final       | Final       |
| Atletas      | Evento               | Marca        | Posição      | Marca       | Posição     |
| ------------ | -------------------- | ------------ | ------------ | ----------- | ----------- |
| David Taylor | 50 metros livre - S9 | 46s38        | 16º          | Não avançou | Não avançou |